# 수니타 라니
수니타 라니(힌디어: सुनीता रानी, 1979년 12월 4일 ~ )는 인도의 육상 선수이다.

## 생애
수니타 라니는 펀자브주 수남 출신으로 대한민국 부산에서 개최된 2002년 아시안 게임에서 여자 육상 1500m 금메달, 5000m 동메달을 획득했다. 특히 여자 육상 1500m에서 기록한 4분 6.03초는 인도 최고 기록이기도 하다. 1999년에는 인도의 스포츠 분야에서 우수한 기록한 사람에게 수여하는 상인 아르주나상을 수상했고 2001년에는 인도에서 4번째로 높은 민사훈장인 파드마 슈리를 수상했다.
수니타 라니는 선수들에게 동기를 부여하기 위하여 더 나은 시설이 필요하다고 지적했다. 또한 펀자브주 파탄코트에서 경찰 총경으로 근무하기도 했다.

## 도핑 의혹
수니타 라니는 2002년 부산 아시안 게임에서 여자 육상 1500m 금메달과 5000m 동메달을 획득했다. 그러나 부산 아시안 게임 조직위원회는 수니타 라니 선수가 2002년 10월 13일에 실시된 1차 도핑 검사에서 회복과 체력, 지구력을 향상시키는 스테로이드 계열 금지 약물인 난드롤론 성분에 양성 반응을 보였다는 사실을 확인했고 10월 15일에 실시된 2차 도핑 검사에서도 똑같은 결과가 나왔다고 확인했다. 부산 아시안 게임 조직위원회는 국제 올림픽 위원회(IOC)의 승인을 받은 도핑 실험실인 대한민국 서울 소재 아시안 게임 도핑 컨트롤 센터(Asian Games Doping Control Center, AGDCC)에서 진행된 수니타 라니의 소변 샘플 검사에서 기준치를 초과하는 난드롤론 농도가 검출되었다는 사실을 확인하고 수니타 라니가 2002년 부산 아시안 게임에서 획득했던 메달을 모두 박탈하는 결정을 내렸다. 이에 따라 아시아 올림픽 평의회는 수니타 라니의 박탈된 메달을 하위 선수들에게 넘겨주었다.
인도 올림픽 협회는 부산 아시안 게임 조직위원회의 결정에 대해 이의를 제기하면서 수니타 라니에 대한 도핑 검사가 중대한 절차적 문제점을 갖고 있다고 지적하는 한편 그 결과가 유효하지 않다는 것을 증명하기 위해 노력했다. 수니타 라니는 단정적으로 어떠한 금지 약물도 복용하지 않았다고 주장했다. 또한 인도 선수단이 대한민국 부산으로 출국하기 전날에 델리에서 있었던 약물 검사도 취소했다.
아시아 올림픽 평의회(OCA)는 나중에 수니타 라니에 대한 도핑 검사 과정에서 불일치가 있었다는 사실을 공식적으로 인정했다. 국제 육상 경기 연맹(IAAF)은 2003년 1월 3일에 공식적으로 수니타 라니의 도핑 혐의를 벗게 하는 결정을 내리면서 메달을 반환했고 아시아 올림픽 평의회 또한 2003년 1월 8일에 수니타 라니에 대해 복권 조치를 내렸다. 인도 육상 연맹은 2003년 2월 4일에 메달 반환식을 열어 공식적으로 수니타 라니에게 메달을 반환했다.